# Capacho Viejo
Capacho Viejo est une ville de l'État de Táchira au Venezuela, capitale de la paroisse civile de Libertad et chef-lieu de la municipalité de Libertad.